# Sistema de Alerta Sísmica Mexicano

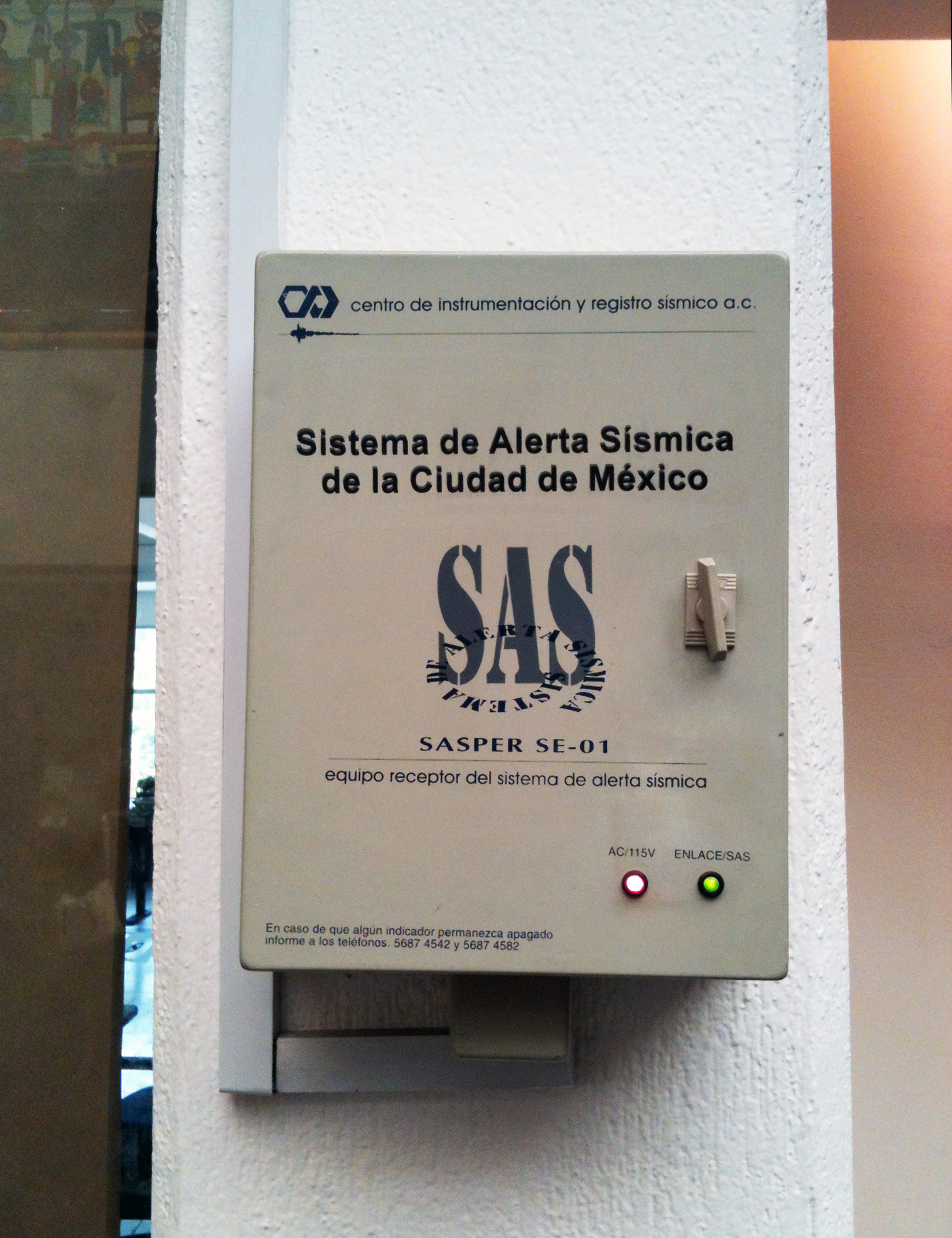
Receptor SASPER para alertas sísmicas del SASMEX

El Sistema de Alerta Sísmica Mexicano es un sistema de sensores sísmicos distribuidos en el centro y la costa oeste de México, diseñado para detectar movimientos sísmicos y emitir alertas tempranas a fin de advertir a las autoridades de protección civil y a la sociedad en general cuando ocurra un sismo que pueda afectar a ciudades vulnerables.

## Historia

### Sistema de Alerta Sísmica para la Ciudad de México (SAS)
Después de los terremotos de 1985 que afectaron a la Ciudad de México, el entonces Gobierno del Distrito Federal se interesó por un sistema que avisara a la ciudad de que estaba próxima a sentir un movimiento.
El proyecto comenzó en 1989 con el Sistema de Alerta Sísmica para la Ciudad de México (SAS). Este sistema estaba conformado por 12 estaciones sismo-sensoras distribuidas en la costa de Guerrero, desde Papanoa hasta la zona de Ometepec.
Este sistema fue pionero en brindar el servicio de alerta sísmica en el mundo, ya que el SASMEX hizo el primer alertamiento a una ciudad en el mundo el 14 de septiembre de 1995.
La alerta sísmica era escuchada en radio y receptores ubicados en escuelas y unidades habitacionales.

### Sistema de Alerta Sísmica para la Ciudad de Oaxaca (SASO)
El desarrollo del Sistema de Alerta Sísmica para la Ciudad de Oaxaca (SASO) inició en 1999, cuando el gobierno de Oaxaca convino con el Centro de Instrumentación y Registro Sísmico (CIRES) realizar este proyecto después del sismo de Puerto Ángel ocurrido ese mismo año.
El SASO estuvo conformado por 37 estaciones sismo-sensoras distribuidas en la costa, centro y norte de aquel estado.
Desde un inicio, el SASO difunde mediante radio las señales de emergencia, y, adicionalmente, se escucha en altoparlantes instalados en la capital del estado.

### Conformación del SASMEX

#### Primera Etapa
En 2005, por iniciativa de los gobiernos de la Ciudad de México y Oaxaca, y la Secretaría de Gobernación, se convino compartir ambos sistemas (SAS y SASO), para advertir tanto a la Ciudad de México como a la ciudad de Oaxaca.
Con este convenio, inició la primera etapa del Sistema de Alerta Sísmica Mexicano (SASMEX). Con la unión del sistema se tenían un total de 51 estaciones sismo-sensoras y 2 ciudades con el servicio de difusión de alerta.
En 2007, Acapulco y Chilpancingo se integran a las ciudades que reciben la señal del Sistema de Alerta Sísmica Mexicano.

#### Segunda Etapa: Ampliación del sistema
En 2010, el gobierno de la Ciudad de México invierte en la actualización del Sistema de Alerta Sísmica, así como en ampliar la cobertura del sistema.
Con esta inversión, se instalan 64 estaciones sismo-sensoras, cubriendo las regiones de Jalisco, Colima, Michoacán y Puebla, y se complementa la infraestructura existente en Guerrero.
Con esto, la red de estaciones sismo-sensoras queda con la siguiente distribución, dando un total de 97:
| Estado    | Número de estaciones |
| --------- | -------------------- |
| Guerrero  | 33                   |
| Oaxaca    | 39                   |
| Michoacán | 9                    |
| Colima    | 5                    |
| Jalisco   | 6                    |
| Puebla    | 5                    |
| Total     | 97                   |

Con esto también se añade Morelia a las ciudades que cuentan con difusión de alerta.
De acuerdo al archivo histórico del SASMEX, la primera detección con la cobertura total de 97 estaciones fue la alerta del temblor del 20 de marzo.

## Funcionamiento

### Principio del SASMEX

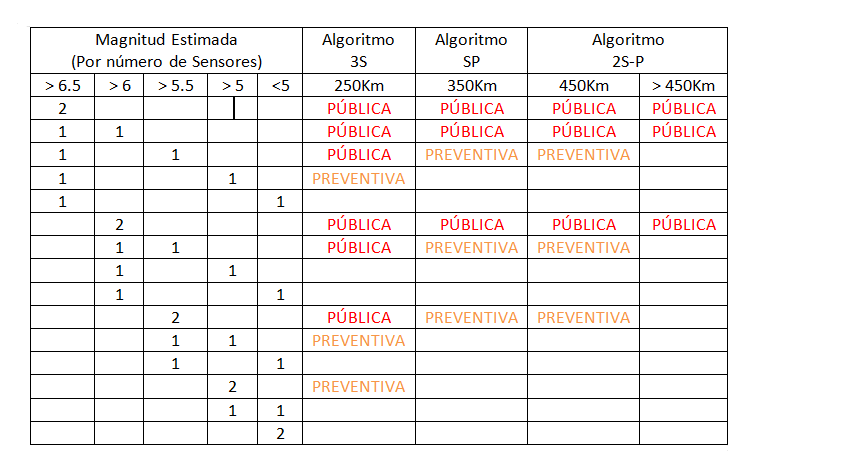
Tabla con los algoritmos que el SASMEX toma en cuenta en cuanto a la detección sísmica

La alerta se emite cuando dos sensores estimen que los efectos del evento que se está observando sean peligrosos para las ciudades con difusión del alertamiento sísmico.

### Tipos de alerta
El SASMEX emite 2 tipos de alerta: alerta pública y alerta preventiva.
Si los efectos del sismo se estiman en efectos moderados, se emitirá una alerta preventiva; si se estiman efectos fuertes, se emitirá una alerta pública.
Cabe destacar que los mensajes de alerta preventiva y alerta pública se emitirán de acuerdo a distintos factores, incluyendo la distancia del sismo con respecto a la ciudad a alertar.

### Boletín
Después de un movimiento detectado, el SASMEX manda un boletín en sus redes y en su página web informando acerca de la hora de detección, la ubicación del posible epicentro, las ciudades alertada y los segundos de anticipación y el mapa de las estaciones que fueron activadas.

## Medio de difusión
El Sistema de Alerta Sísmica Mexicano (SASMEX) difunde su señal mediante:
- Radio y televisión.[4]
- Altoparlantes instalados en la Ciudad de Oaxaca y la Ciudad de México.
- Receptores instalados bajo el Proyecto Centinela en el municipio de Puebla.
- Receptores NOAA.

Nota. Las apps que retransmiten la señal oficial del SASMEX no están certificadas debido a los retrasos que la Internet tiene para emitir mensajes críticos.

## Centrales de Alertamiento (EASAS)
El Sistema de Alerta Sísmica Mexicano (SASMEX) cuenta con 7 centrales para alertar los sismos que son registrados por la red de sensores.
Cada central recibe de manera independiente la información proporcionada por la red de sensores y a su vez, la comparten entre ellas con vías redundantes para evitar pérdida de información. Cada central decide, de manera independiente, la activación de la Alerta Sísmica con criterios previamente establecidos por las autoridades.
| Central      | Fecha de inicio de servicio | Medios de difusión disponibles                  | Sismos Alertados |
| ------------ | --------------------------- | ----------------------------------------------- | ---------------- |
| México       | 1991                        | - Radio - Televisión - Altoparlantes - EAS-SAME | 111              |
| Oaxaca       | 2003                        | - Radio - Altoparlantes - EAS-SAME              | 93               |
| Acapulco     | 2007                        | - Radio - EAS-SAME                              | 56               |
| Chilpancingo | 2007                        | - Radio - EAS-SAME                              | 58               |
| Morelia      | 2012                        | - EAS-SAME                                      | 24               |
| Puebla       | 2015                        | - Radio - Televisión - EAS-SAME                 | 20               |
| Cuernavaca   | 2022                        | - Radio - Televisión - EAS-SAME                 | 2                |

## Sismos históricos alertados
En la siguiente gráfica, se muestran los sismos M>6.0 alertados por el Sistema de Alerta Sísmica Mexicano (SASMEX).
| N.º | Lugar             | Estado    | M   | Hora UTC-6 | Fecha      |
| --- | ----------------- | --------- | --- | ---------- | ---------- |
| 1   | Ometepec          | Guerrero  | 6.1 | 21:12      | 14-05-1993 |
| 2   | Ometepec          | Guerrero  | 7.3 | 08:45      | 14-09-1995 |
| 3   | Coyuca de Benítez | Guerrero  | 6.1 | 21:39      | 07-10-2001 |
| 4   | Pinotepa Nacional | Oaxaca    | 6.0 | 02:22      | 30-06-2010 |
| 5   | Las Chopas        | Veracruz  | 6.7 | 08:11      | 07-04-2011 |
| 6   | Ometepec          | Guerrero  | 7.8 | 12:02      | 20-03-2012 |
| 7   | Ometepec          | Guerrero  | 6.0 | 12:36      | 02-04-2012 |
| 8   | La Mira           | Michoacán | 6.4 | 17:55      | 11-04-2012 |
| 9   | Ciudad Hidalgo    | Chiapas   | 7.3 | 10:35      | 07-11-2012 |
| 10  | Ciudad Altamirano | Guerrero  | 6.1 | 03:20      | 15-11-2012 |
| 11  | San Marcos        | Guerrero  | 6.0 | 07:38      | 21-08-2013 |
| 12  | Petatlán          | Guerrero  | 7.2 | 09:27      | 18-04-2014 |
| 13  | Tecpan            | Guerrero  | 6.4 | 12:00      | 08-05-2014 |
| 14  | Tecpan            | Guerrero  | 6.1 | 02:36      | 10-05-2014 |
| 15  | Isla              | Veracruz  | 6.4 | 05:46      | 29-07-2014 |
| 16  | Pinotepa Nacional | Oaxaca    | 6.0 | 02:33      | 08-05-2016 |
| 17  | Pijijiapan        | Chiapas   | 8.2 | 23:49      | 07-09-2017 |
| 18  | Axochiapan        | Morelos   | 7.1 | 13:14      | 19-09-2017 |
| 19  | Salina Cruz       | Oaxaca    | 6.1 | 07:53      | 23-09-2017 |
| 20  | Pinotepa Nacional | Oaxaca    | 7.2 | 17:39      | 16-02-2018 |
| 21  | Pinotepa Nacional | Oaxaca    | 6.0 | 00:57      | 19-02-2018 |
| 22  | Unión Hidalgo     | Oaxaca    | 6.0 | 22:40      | 04-01-2020 |
| 23  | Crucecita         | Oaxaca    | 7.5 | 10:29      | 23-06-2020 |
| 24  | Acapulco          | Guerrero  | 7.1 | 20:47      | 07-09-2021 |
| 28  | Coalcomán         | Michoacán | 7.7 | 13:05      | 19-09-2022 |
| 29  | Coalcomán         | Michoacán | 6.9 | 01:16      | 21-09-2022 |
| 30  | Técpan            | Guerrero  | 6.0 | 08:31      | 11-12-2022 |
| 31  | Coalcomán         | Michoacán | 6.1 | 02:32      | 12-01-2025 |